# Bruno De Lille
Bruno De Lille (Kortrijk, 2 juli 1973) is een voormalig Belgisch politicus voor de partij Groen.

## Biografie
De Lille studeerde van 1992 tot 1994 aan het Koninklijk Conservatorium Brussel en van 1994 tot 1997 aan het Koninklijk Conservatorium Antwerpen, waar hij in 1997 de graad van meester in de Dramatische Kunsten behaalde. Vanaf 1998 kwam hij in Brussel wonen en ging werken voor Radio 2: eerst van 1996 tot 2000 als presentator en programmamedewerker bij Radio 2 West-Vlaanderen, later van 2007 tot 2009 nationaal als producer-presentator bij Radio 2.
De Lille was actief in enkele holebi-verenigingen als Kast&Co en Basta en speelde met Enkele reis, halve prijs… naar Cuba/Allé Ali cabaretvoorstellingen waarbij hij maatschappelijke problemen aan de kaak stelde.
In augustus 1998 werd hij lid van Agalev, dat later van naam veranderde in Groen(!). Bij de gemeenteraadsverkiezingen van 8 oktober 2000 werd hij op de Agalev-lijst in de stad Brussel verkozen tot gemeenteraadslid. Hij trad direct toe tot het nieuwe bestuurscollege als schepen van Vlaamse Aangelegenheden, Gelijke Kansen, Internationale Solidariteit en Huisvesting. Dit mandaat liep van januari 2001 tot december 2006. In oktober 2006 werd hij herkozen als gemeenteraadslid in Brussel, deze keer op de kartellijst sp.a-Spirit-Groen!
Bij de Brusselse gewestverkiezingen van juni 2009 trok De Lille de lijst voor het Brussels Hoofdstedelijk Parlement. Samen met Annemie Maes werd hij binnen Groen! verkozen als parlementslid. Na de onderhandelingen voor een Brusselse Hoofdstedelijke Regering, waar Groen! en Ecolo samen de bedoeling hadden om de stad te vergroenen, werd hij door zijn partij aangesteld als Brussels staatssecretaris in de nieuwe Brusselse meerderheid (PS-Ecolo-cdH-Open Vld-CD&V-Groen!). Als staatssecretaris had hij de bevoegdheden Mobiliteit, Openbaar Ambt, Gelijke Kansen en Administratieve Vereenvoudiging voor wat het Brussels Hoofdstedelijk Gewest betreft. Als collegelid van de Vlaamse Gemeenschapscommissie (VGC) had hij de bevoegdheden Cultuur, Jeugd, Sport en Ambtenarenzaken. In het parlement werd hij opgevolgd door Elke Van den Brandt.
De Lille werd in oktober 2012 herverkozen als gemeenteraadslid van Brussel, maar gaf dit mandaat op in maart 2013. Michaël François (Ecolo) volgde hem op. Na de gemeenteraadsverkiezingen van oktober 2018 werd hij opnieuw gemeenteraadslid van Brussel.
In mei 2014 werd De Lille opnieuw verkozen als parlementslid voor het Brussels Hoofdstedelijk Parlement. Na deze verkiezingen belandde Groen in de oppositie en eindigde zijn ambtsperiode als collegelid van de Vlaamse Gemeenschapscommissie en als Staatssecretaris voor het Brussels Hoofdstedelijk Gewest. In de legislatuur 2014-2019 werd De Lille fractievoorzitter voor Groen in het Brussels Parlement en voorzitter van de commissie Onderwijs en Vorming in de Raad van de Vlaamse Gemeenschapscommissie. In het Brussels Parlement was hij tevens lid van de commissies Financiën en Algemene Zaken, Economische Zaken en Tewerkstelling en Mobiliteit.
Bij de Brusselse verkiezingen van mei 2019 stond hij als lijstduwer op de lijst van Groen. Hij raakte echter niet herkozen. In augustus 2020 nam De Lille tevens ontslag uit de Brusselse gemeenteraad en verliet hij de actieve politiek.
Sinds september 2020 is De Lille directeur van de vzw Scholengroep Sint-Goedele in Anderlecht.
De Lille was tevens van 2001 tot 2009 voorzitter van de raad van bestuur van de Koninklijke Vlaamse Schouwburg in Brussel en van 2007 tot 2009 voorzitter van de raad van bestuur van de vzw die het Atomium beheert.

## Eretekens
- 2019: Grootofficier in de Orde van Leopold II[4]